# Teodor Ghica
Teodor Ghica (1820-7 Mai 1865) a fost fiul Marelui Logofăt, Gheorghe Ghica (1788-1854). A fost ministru de finanțe al României între 24 martie - 12 iulie 1862, în guvernul Nicolae Kretzulescu 1. Sa căsătorit cu Fenareta Știrbei, fiica domnitorului Barbu Știrbei și lui Elisabeta Știrbei. Ei au avut3 copii:
- Constantin (1846-1910), deputat
- Elisabeta (Safta) (1851-1879)
- Grigore (1847-1938), prefect de Botoșani[1]

1. 1 2 3  Mona Budu-Ghyka; Florian Budu-Ghyka. „Famille Ghika” (PDF). Mona Budu-Ghyka.